# The Used (album)
The Used è l'album di debutto dell'omonimo gruppo post-hardcore statunitense.
Il brano Bulimic tratta dei problemi di tossicodipendenza e alcolismo del cantante Bert McCracken.

## Tracce
1. Maybe Memories – 2:55
2. The Taste of Ink – 3:28
3. Bulimic – 3:20
4. Say Days Ago – 3:17
5. Poetic Tragedy – 3:44
6. Buried Myself Alive – 4:02
7. A Box Full of Sharped Objects – 2:56
8. Blue and Yellow – 3:21
9. Greener with the Scenery – 3:37
10. Noise and Kisses – 2:49
11. On My Own – 2:43
12. Pieces Mended – 11:00 – Con due Ghost Tracks: "Polly" e "Choke Me"

Traccia bonus dell'edizione giapponese
1. Just a Little – 3:28

## Contenuti multimediali
Il CD contiene molti contenuti multimediali, tra cui immagini della band, link ai vari siti internet e materiale promozionale. Contiene, inoltre, il video musicale di A Box Full of Sharp Objects e un video con filmati registrati durante l'incisione dell'album.

## Formazione
- Bert McCracken – voce
- Quinn Allman – chitarra voce secondaria
- Jeph Howard – basso, voce secondaria
- Branden Steineckert – batteria, voce secondaria

## Classifiche
| Classifica (2002) | Posizione massima |
| ----------------- | ----------------- |
| Australia         | 34                |
| Germania          | 87                |
| Stati Uniti       | 63                |

## Date di pubblicazione
| Stato       | Data             | Formato         |
| ----------- | ---------------- | --------------- |
| Stati Uniti | 25 giugno 2002   | CD              |
| Australia   | 21 ottobre 2002  | CD              |
| Regno Unito | 18 novembre 2002 | CD              |
| Giappone    | 18 dicembre 2002 | CD              |
| Giappone    | 3 novembre 2004  | CD              |
| Stati Uniti | 11 agosto 2009   | Disco in vinile |